# Brezons (Fluss)
Der Brezons ist ein Fluss in Frankreich, der in den Regionen Auvergne-Rhône-Alpes und Okzitanien verläuft. Er entspringt unter dem Namen Ruisseau des Livernade im Süden des Regionalen Naturparks Volcans d’Auvergne. Die Quelle befindet sich an der Südflanke des Berggipfels Plomb du Cantal auf dem Gebiet der gleichnamigen Gemeinde Brezons. Er entwässert generell in südlicher Richtung und mündet nach rund 28 Kilometern an der Gemeindegrenze von Thérondels und Paulhenc im Rückstau der Barrage de Sarrans als rechter Nebenfluss in die Truyère. Auf seinem Weg durchquert der Brezons das Département Cantal und bildet in seinem Mündungsabschnitt die Grenze zum Département Aveyron, die auch die Grenze zwischen den Regionen Auvergne-Rhône-Alpes und Okzitanien darstellt.

## Orte am Fluss
(Reihenfolge in Fließrichtung)
- Brezons
- Saint-Martin-sous-Vigouroux